# Брентфорд Комм'юніті (стадіон)
Стадіон Бр́енфорд Комм'́юніті, або Громадський стадіон Брентфорда, наразі відомий за спосорською назвою як Gtech Community Stadium, — це стадіон у Брентфорді, Західний Лондон, який є домашньою ареною клубу англійської Прем'єр-ліги «Брентфорд». Іншими орендарями стадіону є клуб регбійного Прем'єршипу «Лондон Айріш». Стадіон має місткість 17 250 місць і підходить для використання як для Футболу, так і для матчів з регбі. Відкритий у 2020 році стадіон є центром планів реконструкції прилеглої території, включаючи нові будинки та комерційні можливості. Він приймав матчі жіночого Євро-2022, який проходив у Англії.

## Історія

### Проєктування та будівництво

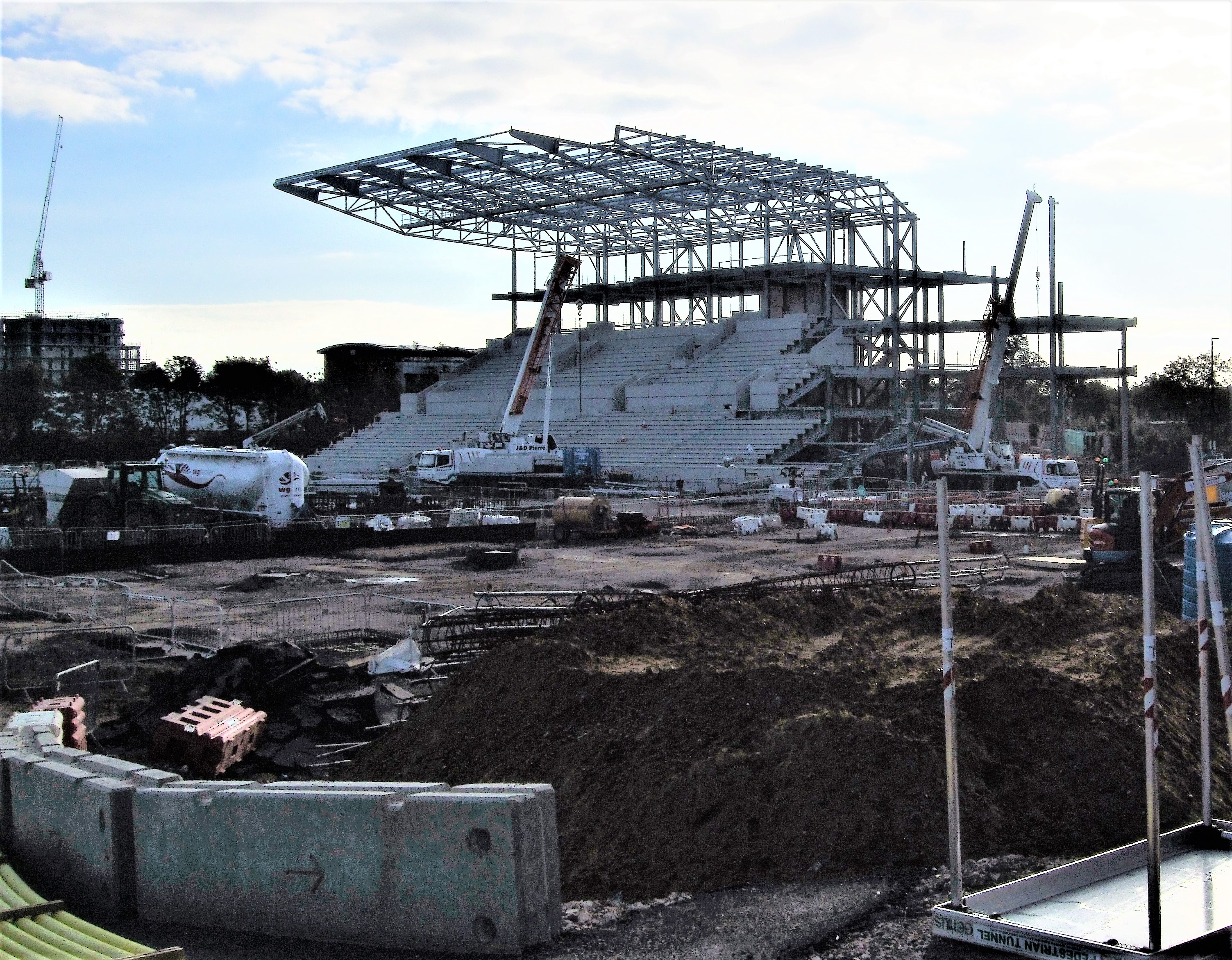
Будівництво стадіону, вересень 2018 року

У жовтні 2002 року, після кількох років розмірковувань щодо можливого переїзду, футбольний клуб «Брентфорд» оголосив про плани переїхати на стадіон на 20 000 місць біля мосту К'ю. Це включало амбітну пропозицію побудови монорейкової дороги, яку пізніше було виключено з розгляду. Після кількох років невизначеності проект раптово повернувся в публічну площину наприкінці 2007 року, коли клуб оголосив, що він уклав опціон на ділянку майбутнього будівництва.
На продовження цього, у лютому 2008 року було оголошено про партнерську угоду з Barratt Homes щодо забудови ділянки.
План клубу щодо переїзду на новий громадський стадіон зробив величезний крок вперед, коли 28 червня 2012 року клуб придбав ділянку площею 7,6 акрів (31 000 м2) на Лайонел-Роуд, Брентфорд, у Barratt Homes, які зі свого боку придбали її в січні 2008 року. Клуб мав на меті побудувати на цій території стадіон на 20 000 місць до сезону 2016–2017 років з можливістю подальшого розширення до 25 000 місць. У грудні 2013 року рада боро Гаунслоу схвалила побудову нового стадіону, того ж місяця було отримано дозвіл від мера Лондона та уряду.
Потім увага перейшла до придбання решти землі, необхідної для можливості будівництва квартир, і завершення угоди про забудову. Влітку 2014 року було ухвалено обов’язковий наказ про купівлю (CPO) решти землі. Хоча переговори тривали, низка заперечень проти CPO призвела до наступних слухань у вересні 2015 року. Договір про забудову був підписаний з Willmott Dixon у грудні 2014 року. CPO був затверджений у квітні 2016 року, і процес остаточно завершився 1 вересня 2016 року 

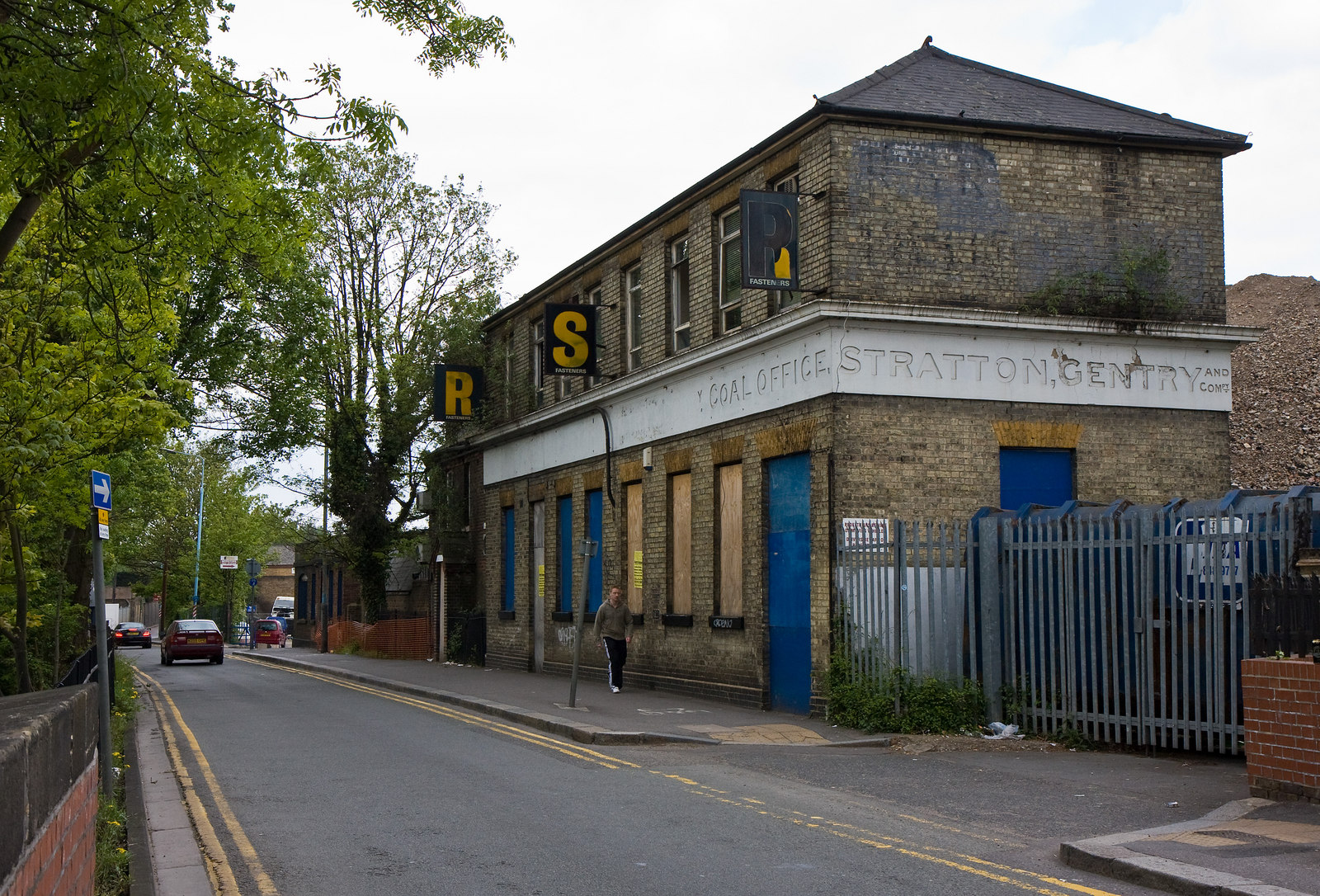
Колишня будівля вугільних заводів Страттон-Джентрі на Лайонел-Роуд-Саут, знесена в 2017 році, щоб звільнити місце для стадіону.

15 серпня 2016 року регбійний клуб «Лондон Айріш» оголосив, що тривають переговори з владою боро щодо переїзду на новий стадіон як орендарів у «Брентфорда». «Айріш» тоді грав у Редінгу, графство Беркшир, але сподівався повернутися до столиці. 9 лютого 2017 року було прийнято змінену заявку на використання стадіону для регбі на додаток до його основного призначення — проведення футбольних матчів, що фактично дозволило «Лондон Айріш» грати на стадіоні з його першого сезону. Пізніше було підтверджено, що вони переїдуть до Брентфорда з першого сезону.
Роботи над новим стадіоном офіційно розпочалися 24 березня 2017 року з розчищення території та проведення підготовчих робіт. Основні роботи розпочалися навесні 2018 року.

### Відкриття
30 серпня 2020 року «Брентфорд» підтвердив, що стадіон завершений і готовий приймати футбольні матчі. 
Перший футбольний матч на стадіоні відбувся 1 вересня 2020 року, коли «Брентфорд» зіграв унічию 2:2 проти «Оксфорд Юнайтед» у передсезонному товариському матчі. Серхі Канос забив обидва голи «Брентфорда», вивівши господарів вперед з рахунком 2:0, перш ніж «Оксфорд Юнайтед» відігрався наприкінці матчу. Перший офіційний змагальний матч відбувся 6 вересня, коли «Брентфорд» приймав «Вікем Вондерерз» у першому раунді Кубка англійської ліги. Матч завершився з рахунком 1:1 після основного часу, а Ітан Піннок з «Брентфорда» відкрив рахунок. Доля матчу вирішилася в серії пенальті, яку «Брентфорд» виграв з рахунком 4–2. Першою грою в лізі, яка відбулася на стадіоні, була перемога над «Гаддерсфілд Таун» 19 вересня з рахунком 3:0, у якій голи забили Джош Дасілва, Брайан Мбеумо та Маркус Форсс.
«Лондон Айріш» зіграли свій перший матч на стадіоні 29 листопада 2020 року, коли вони перемогли «Лестер Тайгерс» з рахунком 22:9. Першу спробу забив Кертіс Рона з «Лондон Айріш».

### Подальший розвиток
Влітку 2022 року всю Західну трибуну та північно-східний кут стадіону було переобладнано на сидіння з поручнями, щоб забезпечити безпечне стояння під час матчів. Це стало можливим після того, як уряд вніс зміни, щоб дозволити ліцензоване безпечне стояння після успішного випробування, проведеного на замовлення уряду протягом попереднього сезону.

### Назва
28 липня 2022 року «Брентфорд» оголосив про 10-річне партнерство з британським виробником техніки Gtech, яке включало права на назву стадіону, що одразу став Gtech Community Stadium.

## Розташування
Стадіон розташований на ділянці площею 7,6 акрів (31 000 м2) біля Лайонел-Роуд, поруч із залізничною станцією К'ю-Бридж. Він стоїть посередині трикутника залізничних ліній, які переважно використовуються для вантажних перевезень. Рада боро Гаунслоу просувала пропозицію про розширення проєкту залізничної лінії Crossrail до Гаунслоу через К'ю-Бридж, використовуючи одну з цих вантажних ліній. У плановому документі пропонувалося побудувати станцію, яка б обслуговувала ділянку на Лайонел-Роуд. Ця пропозиція навряд чи потрапить у першу фазу проєкту Crossrail, але може стати пізнішим доповненням до маршруту. Найближча залізнична станція — Ганнерсбері, якамналежить Network Rail і обслуговується лінією Дистрикт Лондонського метро та Північнолондонською лінією London Overground.

## Міжнародний футбол

### Євро-2022 серед жінок

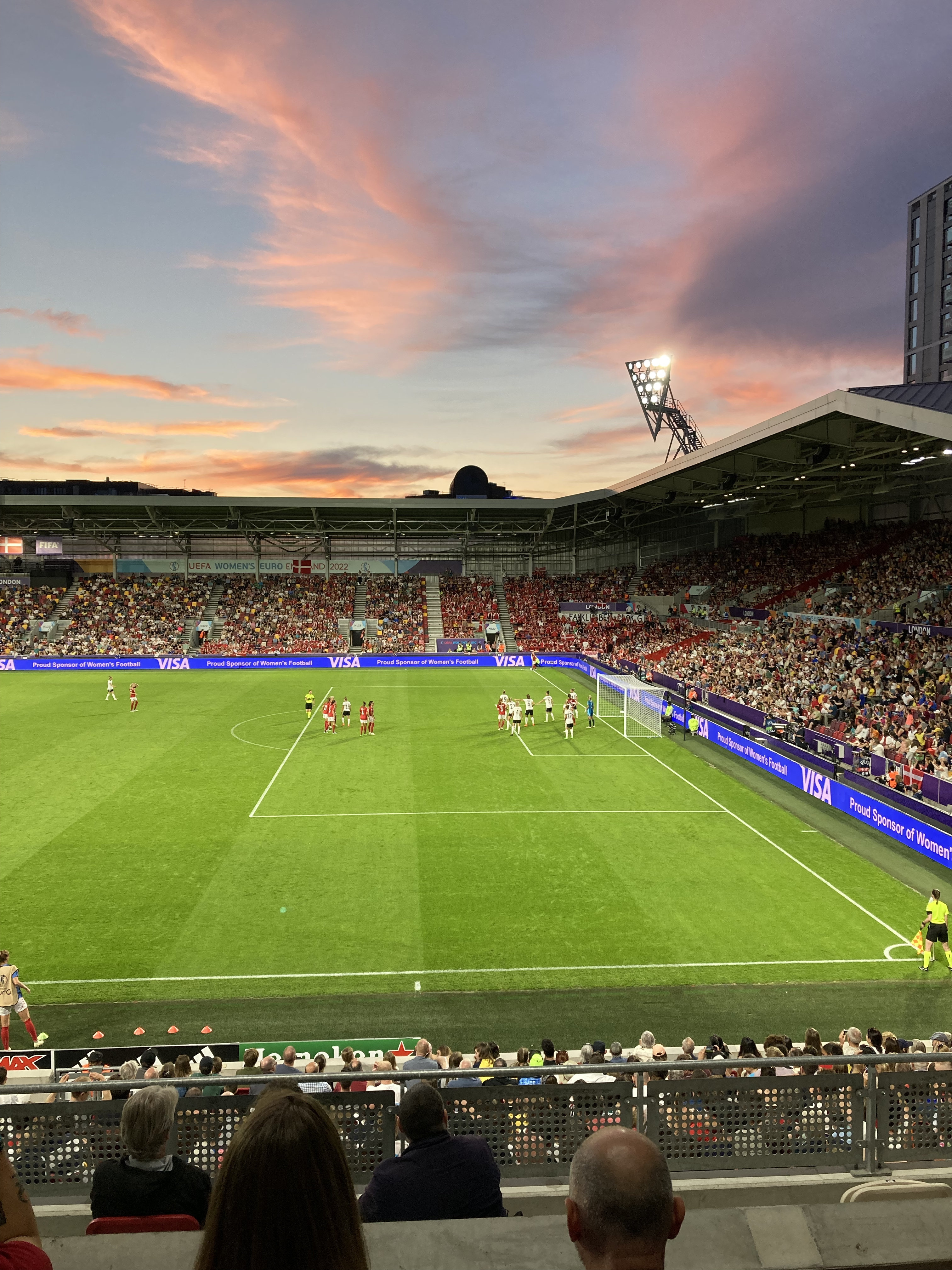
Німеччина – Данія, Євро серед жінок, 8 липня 2022 року

Стадіон був обраний одним із кількох місць проведення жіночого Євро-2022. Тут відбулися матчі групи B Німеччина — Данія (8 липня 2022 року), Німеччина — Іспанія (12 липня 2022 року) і Данія — Іспанія (16 липня 2022 року), а також Німеччина — Австрія у чвертьфіналі (21 липня 2022 року).
| Дата          | додому    | геть    | Результат | Відвідуваність | етап                              |
| ------------- | --------- | ------- | --------- | -------------- | --------------------------------- |
| 8 липня 2022  | Німеччина | Данія   | 4:0       | 15 736         | Євро-2022 серед жінок, група В    |
| 12 липня 2022 | Німеччина | Іспанія | 2:0       | 16 037         | Євро-2022 серед жінок, група В    |
| 16 липня 2022 | Данія     | Іспанія | 0:1       | 16 041         | Євро-2022 серед жінок, група В    |
| 21 липня 2022 | Німеччина | Австрія | 2:0       | 16 025         | Чвертьфінал Євро-2022 серед жінок |

## Зовнішні посилання
- Офіційний сайт